# Ahmad Donisz
Ahmad Donisz (pers. احمد دانش, tadż. Аҳмад Дониш, ur. 1827 w Bucharze, zm. 1897 tamże) – tadżycki pisarz.

## Życiorys
Urodził się w biednej rodzinie. Uczył się w medresie, służył na dworze emira Buchary, gdzie został dyplomatą. Był trzykrotnie wysyłany z misją dyplomatyczną do Petersburga (w listopadzie 1857, październiku 1869 i styczniu 1874), poznał rosyjski język i kulturę. Opracował projekt reform w Emiracie Buchary. Propagował idee oświeceniowe, został uznany za najbardziej postępowego tadżyckiego myśliciela XIX w. Pisał traktaty polityczno-filozoficzne. Jego twórczość wywarła duży wpływ na rozwój tadżyckiej prozy. Tworzył również poezje w formach klasycznych (gazele, kasydy, rubajjaty).